# 旧高岡共立銀行本店
旧高岡共立銀行本店（きゅうたかおかきょうりつぎんこうほんてん）は、富山県高岡市にある歴史的建造物。1914年（大正3年）に高岡共立銀行本店として建てられた部分（北棟）は鉄骨煉瓦造2階建てで赤レンガの銀行として知られる。1926年（大正15年）に増築され（南棟、鉄筋コンクリート造3階建て）、2019年（令和元年）まで富山銀行本店として使用されたことから「旧富山銀行本店」として紹介されることもある。富山県内では唯一現存する本格的な洋風建築とされている。

## 概要
1914年（大正3年）12月に高岡共立銀行本店として建てられた。擬ルネッサンス様式の建物で、屋根は銅板葺きである。その後は北陸銀行高岡支店、1964年（昭和39年）11月からは富山銀行本店として使用された。
建物の設計は、東京駅を設計した辰野金吾の監修のもと、清水組の田辺淳吉が担当した。建物が建つ守山町は、国の重要伝統的建造物群保存地区として選定されている「山町筋伝統的建造物群保存地区」の一画である。この建物も山町筋の景観を構成する伝統的建造物に特定されており、市民より「赤レンガの銀行」として親しまれていた。
2014年（平成26年）12月25日には、建築から100年を迎えた。『富山の建築百選』および『とやまの近代歴史遺産百選』にも選ばれている。2019年（令和元年）11月の富山銀行本店移転に伴い、建物は2021年（令和3年）1月29日に高岡市に無償譲渡され、市が2020年度より2年かけ、建物の診断および価値検証を行うとともに、活用方法を検討することとなった。その後の建物診断では、大地震で倒壊の恐れがあり、大規模な耐震補強工事には、工法の違いにより3億5千万から5億円程がかかるとされた。また、施設活用案として、交流・展示施設や飲食・物販施設などの利用も考えに入れ検討していくとした。
2024年（令和6年）11月22日、高岡市が同建物をレストランやホテルに改修することが発表された。ミサワホームを代表する企業グループが優先交渉者として選定され、同企業グループの提案では建物を改修して1階にレストランおよびテイクアウトショップ、2階および3階に客室を設け、南側の隣接地に宿泊棟を増築する計画となっている。運営会社は温故知新が担い、2027年（令和9年）着工、2028年（令和10年）開業を目指す。売却価格は1億4550万円、総事業費は約40億円を見込んでいる。

## 構成
伝統的建造物は以下の3件で構成されている。
北棟（建築物）
鉄骨煉瓦造、地下1階、地上2階建て。銅板葺、瓦棒葺。
南棟（建築物）
鉄筋コンクリート造、地上3階建て。陸屋根。
煉瓦塀（工作物）
煉瓦造、長さ約15メートル、高さ約3.8メートル。

## 年表
- 1914年（大正3年）12月 - 高岡共立銀行本店として北棟が竣工[13]。
- 1920年（大正9年）6月 - 旧高岡銀行と高岡共立銀行が新設合併により高岡銀行設立、高岡銀行本店となる[13]。
- 1926年（大正15年）12月 - 清水組（後の清水建設）の大友弘の設計により南棟が竣工[13]。
- 1943年（昭和18年）7月 - 高岡銀行の北陸銀行への合併統合により北陸銀行高岡支店となる[13]。
- 1964年（昭和39年） - 北陸銀行の高岡支店と御馬出支店が統合して片原町に移転したため、その建物を富山産業銀行が取得して増改築を行い本店として供用を開始[13]。
- 1966年（昭和41年） - 富山産業銀行が行名変更により富山銀行となり、富山産業銀行本店から富山銀行本店に改められる[13]。
- 2019年（令和元年） - 富山銀行本店が高岡駅前に移転し、本店としての役割を終える[13]。
- 2021年（令和3年） - 富山銀行から高岡市に建物が譲渡される[13]。